# Pavel Tjitjagov

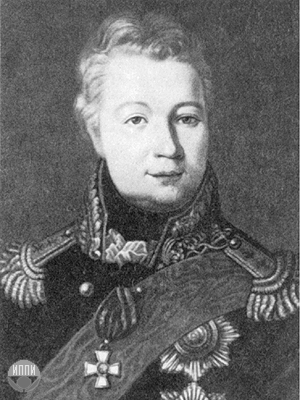
Pavel Tjitjagov (1767-1849), rysk militär och amiral.

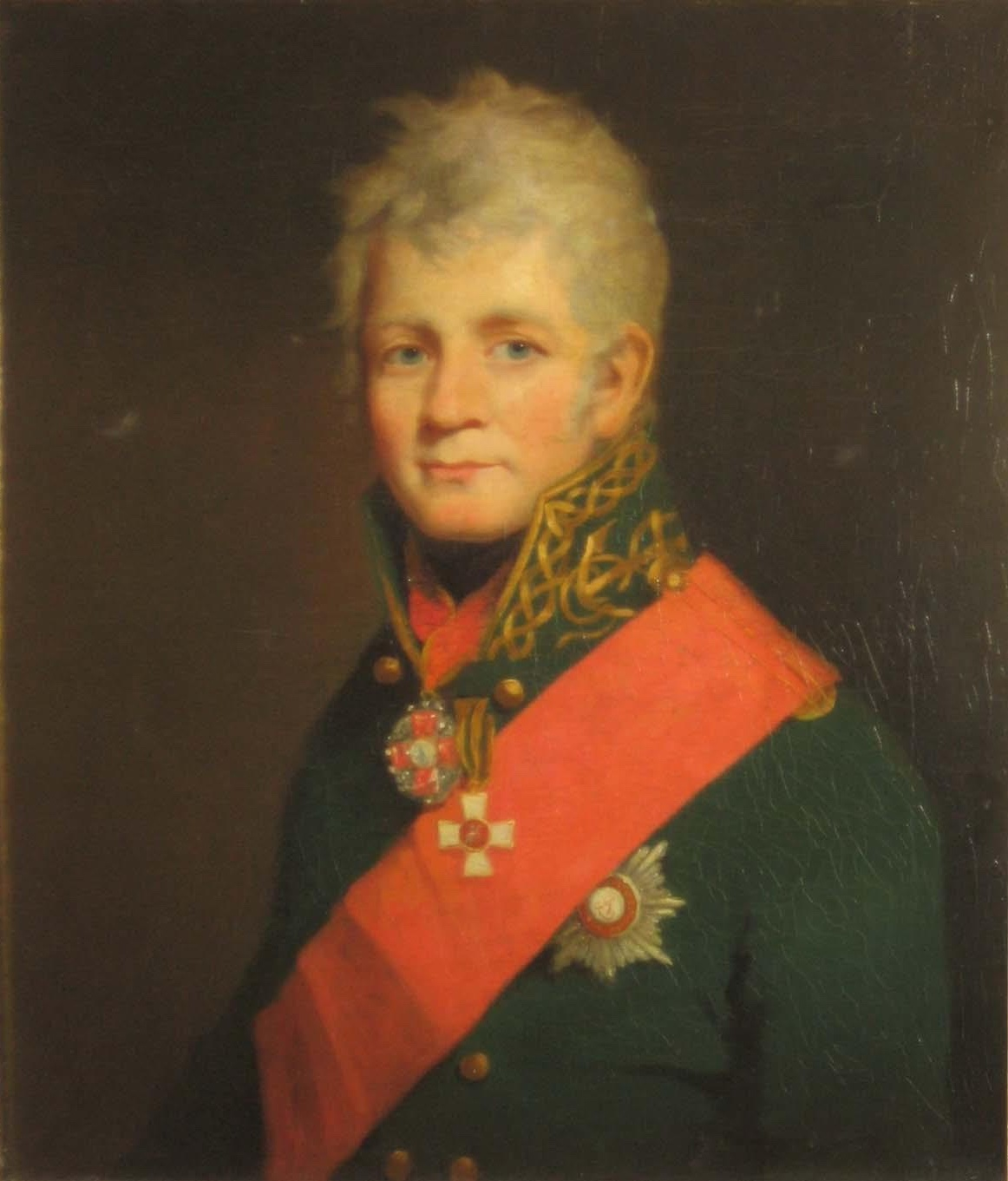
Porträtt av Pavel Tjitjagov

Pavel Vasiljevitj Tjitjagov (ryska Павел Васильевич Чичагов), född 27 juni 1767, död 20 augusti 1849, var en rysk amiral och son till Vasilij Jakovlevitj Tjitjagov. Tjitjagov föddes i Sankt Petersburg och enrollerades som sergeant i det ryska gardet 1779 (vid 12 års ålder). Han deltog i det svensk-ryska kriget 1788-1790 som sjöofficer på Östersjön och deltog i slaget vid Öland.
Under Napoleons invasion i Ryssland 1812 förde han befäl över den södra ryska armén som fick order att skynda sig till floden Berezina för att skära av den franska arméns reträttväg. Han misslyckades dock med sitt uppdrag och Napoleons styrkor slapp undan en hotande inringning. För sitt misslyckande har Tjitjagov fått en svart stämpel över sig av sina landsmän.
Trots detta medgav hans samtida kollegor att Tjitjagov var en klok och ytterst välutbildad person, ärlig och med "rak karaktär"; han "ägnade lite uppmärksamhet åt de namnkunniga lismarna vid hovet, och en del av dessa betraktade han med avsky"; mot folk av lägre rang var han vänlig.